# Acanthobrama marmid
Acanthobrama marmid е вид лъчеперка от семейство Шаранови (Cyprinidae).

## Разпространение
Видът е широко разпространен в речната система Тигър – Ефрат.